# Битка код Ахелоја (1359)
Битка код Ахелоја (албански: Beteja e Akelout) вођена је 1359. године на реци Ахелоју у Етолији (данашња Грчка) између албанских трупа под Петром Лошом и Ђин Буа Спатом са једне и снага Епирске деспотовине под Нићифором II Орсинијем са друге стране. Завршена је победом албанске војске. Епирска војска претрпела је огромне губитке. Након битке у којој је епирски деспот погинуо, формирана су две деспотовине на територији некадашњег Епира: Деспотовина Арта и Деспотовина Анђелокастро и Лепант.

## Битка
Од почетка 14. века моћ Епирске деспотовине опада док моћ албанских великаша расте. Великаши преузимају контролу над бројним епирским територијама. Нићифор II Орсини, епирски деспот (1335-1338, 1356-1359), је успоставио блиске везе са Српским царством развевши се од Марије Кантакузин и оженивши сестру удовице цара Душана Силног. Албанци су били незадовољни женидбом Орсинија и Јеленине сестре јер је Марија припадала моћној породици Кантакузин са којом су албански великаши били савезници. Орсини је одлучио да се супротстави Албанцима. Сакупио је своје снаге и кренуо на Албанце који су се усталили у Етолији, у данашњој западној Грчкој. Албанци су прикупили своје снаге под вођством Петра Љоше. Битка је вођена у касно лето 1359. године на реци Ахелој. Албанци су однели победу, а Орсини је убијен у бици. Његова војска је уништена. Након Орсинијеве погибије запретила је опасност да ће Албанци заузети све веће градове Деспотовине. Опасност је превазиђена када је територијама којима је некада управљао Орсини овладао Симеон Синиша Немањић, полубрат цара Душана. Северне делове Епира поверио је Радославу Хлапену. Симеон је Петру Љоши и Ђин Буа Спати доделио деспотске титуле, у византијској хијерархији по рангу одмах испод царске. Тиме су створене две деспотовине: Деспотовина Арта и Деспотовина Анђелокастро и Лепант. Велики део Епира нашао се под контролом Албанаца. До 1366—7. године само град Јањина није био под њиховом управом.